# Bitwa morska pod Kos
Bitwa morska pod Kos – starcie zbrojne, które miało miejsce 29 września 1662 podczas wojny wenecko-tureckiej (1645–1669).
Pomiędzy wyspami Kos i Kalimnos flota wenecka zaatakowała turecką flotę handlową (36 statków) zmierzającą do Aleksandrii. Statki handlowe były eskortowane przez okręty wojenne (22 okręty, w tym 5 galer). Flota wenecka odniosła pełne zwycięstwo. Turcy oprócz eskortowanej floty stracili 4 okręty (1 spalony i 3 zdobyte).